# خلیج پالک

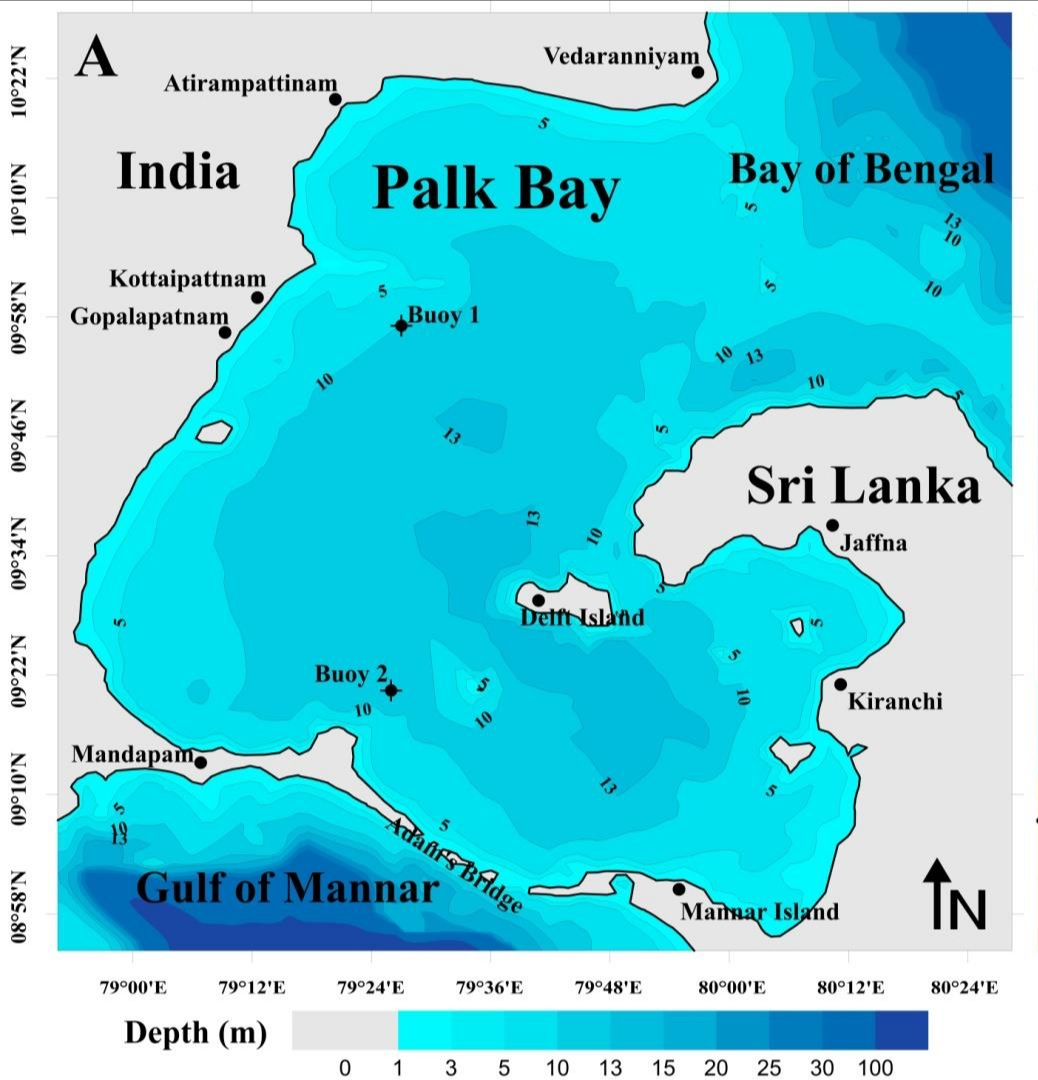
عمق‌سنجی خلیج پالک

خلیج پالک یک خلیج کم عمق نیمه محصور با عمق حداکثر ۱۳ متر بین هند و سری‌لانکا است. عرض این خلیج از ۵۷ تا ۱۰۷ کیلومتر و طول آن حدود ۱۵۰ کیلومتر است. خلیج پالک در کنار خلیج منار یکی از مهم‌ترین محل‌های ته‌نشینی رسوبات به‌شمار می‌رود. بخش شمال شرقی این خلیج از طریق تنگه پالک به خلیج بنگال راه دارد. پل آدم در جنوب خلیج پالک را از خلیج منار جدا می‌کند.